# Plopeni (okręg Konstanca)
Plopeni – wieś w Rumunii, w okręgu Konstanca, w gminie Chirnogeni. W 2011 roku liczyła 1178 mieszkańców.